# Frank Schell
Frank Reamer Schell (født 22. oktober 1884 i Philadelphia, død 5. december 1959 smst.) var en amerikansk roer, som deltog i OL 1904 i St. Louis.

## Rokarriere
Schell roede i otteren for Vesper Boat Club i fødebyen Philadelphia. Han var med i Vespers otter, der deltog i OL 1904 i St. Louis, hvor der ud over Vesper-båden blot deltog én anden båd, canadiske Toronto Argonauts. Det var en båd fra Vesper, der havde vundet samme konkurrence ved legene fire år forinden, og to mand gik igen fra denne båd: John Exley og styrmand Lou Abell. Resten af besætningen bestod ud over Lott af Mike Gleason, Charles Armstrong, Hunter Lott, Fred Cresser, Joe Dempey og Jim Flanigan. Vesper genvandt OL-guldet med et forspring på tre længder til den canadiske båd.

## Videre karriere
Schell var professionel militærofficer af profession.